# Métrolinie 18 (Paris)
| Karte |                      |                             |                             |
| Streckenlänge: | 50 km                |                             |                             |
| Spurweite: | 1435 mm (Normalspur) |                             |                             |
| |                      |                             |                             |
| Stationen: | 12                   |                             |                             |
| \| \| \| Versailles – Chantiers \| \| \| \| Satory \| \| \| \| Guyancourt \| \| \| \| Christ de Saclay \| \| \| \| Moulon Campus \| \| \| \| Marguerite Perey \| \| \| \| Massy-Palaiseau \| \| \| \| Massy Opéra \| \| \| \| Antonypole – Wissous Centre \| \| \| \| Aéroport d’Orly \| |                      |                             |                             |
| U-Bahn-Bahnhof (Strecke außer Betrieb) (im Tunnel) |                      | Versailles – Chantiers      | Versailles – Chantiers      |
| U-Bahn-Bahnhof (Strecke außer Betrieb) (im Tunnel) |                      | Satory                      | Satory                      |
| U-Bahn-Bahnhof (Strecke außer Betrieb) (im Tunnel) |                      | Guyancourt                  | Guyancourt                  |
| U-Bahn-Bahnhof (Strecke außer Betrieb) (im Tunnel) |                      | Christ de Saclay            | Christ de Saclay            |
| U-Bahn-Bahnhof (Strecke außer Betrieb) (im Tunnel) |                      | Moulon Campus               | Moulon Campus               |
| U-Bahn-Bahnhof (Strecke außer Betrieb) (im Tunnel) |                      | Marguerite Perey            | Marguerite Perey            |
| U-Bahn-Bahnhof (Strecke außer Betrieb) (im Tunnel) |                      | Massy-Palaiseau             | Massy-Palaiseau             |
| U-Bahn-Bahnhof (Strecke außer Betrieb) (im Tunnel) |                      | Massy Opéra                 | Massy Opéra                 |
| U-Bahn-Bahnhof (Strecke außer Betrieb) (im Tunnel) |                      | Antonypole – Wissous Centre | Antonypole – Wissous Centre |
| U-Bahn-Kopfbahnhof Streckenende (Strecke außer Betrieb) (im Tunnel) |                      | Aéroport d’Orly             | Aéroport d’Orly             |

Die Linie 18 der Métro Paris ist eine von vier neuen Linien des Grand Paris Express, einem großen Erweiterungsprojekt der Pariser Métro. Die derzeit im Bau befindliche Verbindung wird den Flughafen Orly über Massy-Palaiseau, das Saclay-Plateau und Saint-Quentin-en-Yvelines mit Versailles verbinden. Die Strecke wird 35 Kilometer lang sein und (wie alle Grand Paris Express-Linien) vollständig automatisiert sein. Anschließend ist eine Verlängerung um etwa 15 Kilometer von Versailles über Rueil-Malmaison nach Nanterre geplant.